# Mineral Springs (Arkansas)
Mineral Springs es una ciudad ubicada en el condado de Howard en el estado estadounidense de Arkansas. En el Censo de 2010 tenía una población de 1208 habitantes y una densidad poblacional de 203,14 personas por km².

## Geografía
Mineral Springs se encuentra ubicada en las coordenadas 33°52′35″N 93°55′17″O / 33.87639, -93.92139. Según la Oficina del Censo de los Estados Unidos, Mineral Springs tiene una superficie total de 5.95 km², de la cual 5.9 km² corresponden a tierra firme y (0.83%) 0.05 km² es agua.

## Demografía
Según el censo de 2010, había 1208 personas residiendo en Mineral Springs. La densidad de población era de 203,14 hab./km². De los 1208 habitantes, Mineral Springs estaba compuesto por el 46.85% blancos, el 45.78% eran afroamericanos, el 0.17% eran amerindios, el 0.08% eran asiáticos, el 0% eran isleños del Pacífico, el 5.13% eran de otras razas y el 1.99% pertenecían a dos o más razas. Del total de la población el 12.83% eran hispanos o latinos de cualquier raza.